# Chance the Rapper
Chance the Rapper is het pseudoniem van Chancelor Bennett (Chicago (Illinois), 16 april 1993), een Amerikaans rapper uit Chatham, Illinois.

## Levensloop
Chance begon samen met een vriend instrumentaal hiphop te maken toen hij op school zat. In 2011 werd hij tien dagen van school gestuurd wegens 'weed related activities' (wiet-gerelateerde activiteiten), in die dagen maakte hij zijn eerste mixtape, 10 Day. Hierbij had hij "Windows" opgenomen, dit nummer zorgde voor zijn doorbraak.
In 2013 brak hij door met zijn tweede mixtape, Acid Rap. Daarnaast is hij lid van de band The Social Experiment.
In 2016 bracht hij zijn derde mixtape uit, getiteld Coloring Book, met daarop onder meer Kanye West, Future en Justin Bieber. Hij won met dit album drie Grammy's, voor 'Best New Artist', 'Best Rap Performance' en 'Best Rap Album'.
In 2019 sprak hij de stem in van Galago in de film The Lion King uit 2019, van regisseur Jon Favreau.

## Discografie
| Album         | Bijzonderheden                                         | Opmerkingen                                |
| ------------- | ------------------------------------------------------ | ------------------------------------------ |
| 10 Day        | - 3 april 2012 - Label: eigen beheer - Type: download  | - Mixtape - Ruim 280.000 downloads in 2014 |
| Acid Rap      | - 30 april 2013 - Label: eigen beheer - Type: download | - Mixtape - Ruim 800.000 downloads in 2014 |
| Coloring Book | - 12 mei 2016 - Label: eigen beheer - Type: download   | - Mixtape                                  |

- Gemeinsame Normdatei: 1190654377
- International Standard Name Identifier: 0000 0004 1666 2711
- Library of Congress Control Number: no2013073811
- MusicBrainz: 373a4c98-a46b-48e4-86ec-f6ca65b4f438
- Virtual International Authority File: 305038078
- WorldCat: E39PBJhRHyVBRbgwwcf8M3X8G3